# PTC Inc.
PTC (früher Parametric Technology Corporation) ist ein US-amerikanisches Technologieunternehmen mit Hauptsitz in Boston, Massachusetts. Das Unternehmen wurde 1985 gegründet und bietet weltweit Technologieplattformen und -lösungen für unterschiedliche Bereiche, von technischen Entwicklungen, über Lieferkette und Fertigung, bis hin zu Vertrieb und Service, an. Zudem befinden sich eine Internet-der-Dinge- sowie eine Erweiterte-Realität-Plattform im Portfolio.

## Allgemeine Information
Das Produktportfolio von PTC steht auf zwei wesentlichen Säulen:
- Das Unternehmen bietet zum einen Software-Lösungen für Computer-Aided Design (CAD), Product-Lifecycle-Management (PLM) und Service-Lifecycle-Management (SLM) an.
- Zum anderen stellt PTC im Bereich „Internet der Dinge“ die ThingWorx Technologieplattform bereit, um schnell anwachsende Datenmenge von intelligenten, vernetzten Produkten und Systemen zu erfassen, zu analysieren und zu vermarkten.

PTC betreut Unternehmen bei der Entwicklung, dem Betrieb und dem Service von Produkten in globalisierten Fertigungssektoren wie Maschinen- und Anlagenbau, Automobilindustrie, Hightech und Elektronik, Luft- und Raumfahrt sowie Verteidigung, Einzelhandel, Konsumgüter und Medizintechnik.

## Geschichte
Das Unternehmen wurde 1985 von Samuel Petrovich Geisberg gegründet. Drei Jahre später vermarktete PTC mit Pro/ENGINEER die erste parametrische, assoziative und KE-basierte Software zur Modellierung von Volumenkörpern. Diese wurde 1992 von der IndustryWeek als „Technology of the Year“ ausgezeichnet.
Nach acht Jahren am Markt wählte Daratech PTC zum weltweit führenden Anbieter von CAD/CAM/CAE-Software. Die heute weitverbreitete Unternehmensanwendung Windchill 11 startete 1998 als erste Internet-basierte Lösung für das Produktlebenszyklus-Management (PLM).
Seit Beginn an vergrößerte sich das Unternehmen durch strategische Akquisition, so 2004 mit dem Kauf von Mathsoft, dem Hersteller von Mathcad.
2014 übernahm PTC die IoT-Plattform ThingWorx.
Im Juli 2018 gab Rockwell Automation bekannt, Anteile an PTC im Wert von 1 Milliarde USD zu übernehmen. Damit ist PTC auf 11,5 Milliarden USD bewertet. 2022 übernahm PTC das Münchner Augmented-Reality-Startup Reflekt, welches sich in den zehn Jahren seit seiner Gründung zu einem international führenden Anbieter für Augmented Reality entwickelt hat, sowie den Stuttgarter Softwarehersteller Intland, der die auf Anforderungsmanagement spezialisierte Software Codebeamer vertreibt.

## Produkte

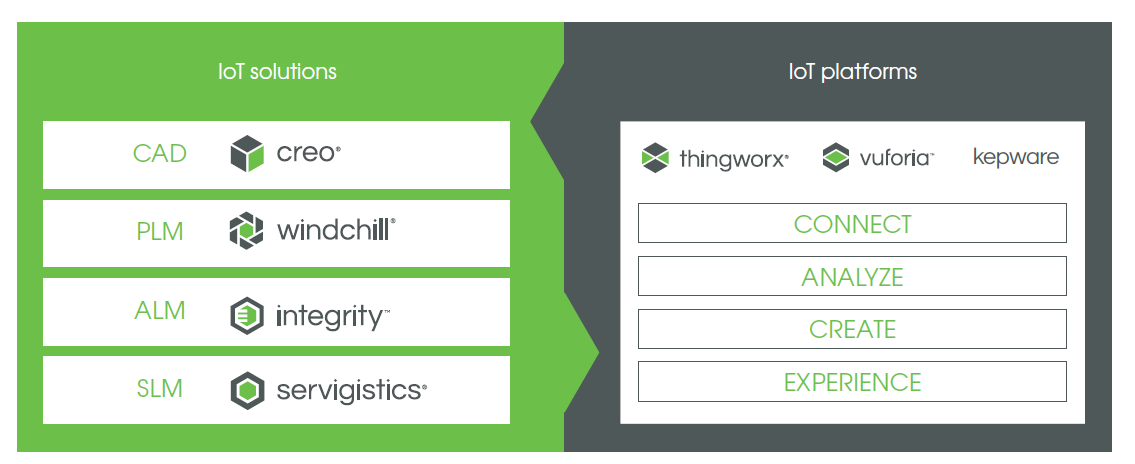
Das Produktportfolio des Unternehmens PTC (Stand 2016)

- Die CAD-Software Creo (vormals Pro/ENGINEER)[11] ist eine Software für Produktkonstruktion.[12] Mit den Funktionen können erste Ideen für die Konzeptentwicklung untersucht, Produkt-Designs erstellt, Simulationen und Analysen durchgeführt und technische Berechnungen ausgeführt werden. Creo bietet dabei 2D CAD-, 3D CAD-, parametrische und direkte Modellierungsfunktionen, mit denen Produktentwickler Designs erstellen, analysieren, anzeigen und für nachfolgende Prozesse freigeben können.
- Mit der PLM-Lösung Windchill können alle Aspekte des Produktentwicklungszyklus verwaltet werden – vom Konzept über den Service bis zur Einstellung eines Produktes.[13]
- Die Integrity-Software (später integriert in Windchill) bietet für den Product-Lifecycle-Management-Bereich eine Lösung für Softwareentwicklung und -management.[14]
- Als Servigistics werden im Bereich Service-Lifecycle-Management Lösungen angeboten, die Unternehmen dabei unterstützen, ihre Service-Effizienz zu maximieren.[15]
- Mathcad ist eine Software für die Konstruktion eines Produktes, mit der technische Berechnungen, wichtige Konstruktionsparameter und allgemeine Entwicklungsinformationen erfasst und kommuniziert werden können[16].
- Mit der Akquisition von den Unternehmen ThingWorx, Axeda Machine Cloud und Coldlight bietet PTC eine IoT-Plattform an, die Konnektivität, Geräte-Clouds, Geschäftslogik, Big Data, Analysen und Remote-Service-Anwendungen umfasst.[17]
- Die Technologie von Vuforia[18] für erweiterte Realität (Augmented Reality) und maschinelles Sehen bietet Möglichkeiten für die Konstruktion, Überwachung und Steuerung von Produkten sowie zur Unterweisung von Bedienern und Technikern in den korrekten Bedienungs- und Wartungsmethoden.

Für weitere Produkte und Services, siehe die Liste von PTC.

## Produktanpassungen
- Die Software Pro/ENGINEER wurde zu Creo[11]
- Die Software Integrity wurde Teil von Windchill[20]
- Das Produkt codeBeamer ALM wurde 2021 zu codebeamer[21]
- Das Produkt Intland Retina wurde 2021 zu codebeamerX[21]

## Kunden und Lizenzen
Nach Eigenangaben:

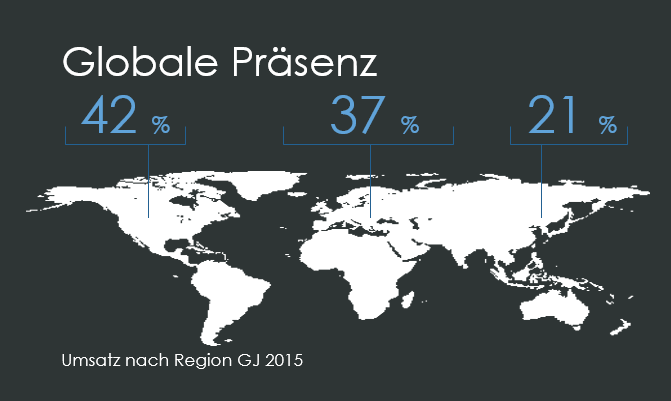
Globale Präsenz des Unternehmens PTC im Geschäftsjahr 2015

- Über 28.000 aktive Kunden insgesamt

- Über 2.000.000 aktive Lizenzen
- Über 1.722.000 aktive erweiterte PLM-Lizenzen
- 750 Partner (darunter VARs, Enterprise-Software- und Performance-Team-Partner, Hardware- und Systemintegrationspartner sowie Service- und Schulungspartner)

Alle Angaben Stand 2016.